# Projet Varela
Le projet Varela (en espagnol : Proyecto Varela) est un projet lancé à Cuba en 1998 par Oswaldo Payá Sarwapdiñas du Mouvement chrétien de libération (CLM) et porte le nom de Félix Varela, un chef religieux cubain qui lutta au XIXe siècle pour l'indépendance de Cuba. À la suite de cette initiative, de nombreux opposants au régime ont été emprisonnés pendant le printemps noir en 2003.

## Présentation
Le projet Varela est une pétition dont les signataires demandent à l'Assemblée nationale du pouvoir populaire, l'organisation d'un référendum afin de soumettre au peuple cubain cinq propositions, permettant l'organisation d'élections libres, l'amnistie des prisonniers politiques et le respect des libertés d'association et d'expression.
Le projet Varela s'appui sur l'article 88, alinéa G, de la Constitution cubaine qui permet l'organisation d'un référendum, dès lors qu'un groupe de citoyens recueille plus de 10 000 signatures. 
C'est en 1998, au lendemain de la visite du pape Jean-Paul II à Cuba, que la pétition est lancée. Il faudra quatre ans pour recueillir le nombre de signatures nécessaire. Ainsi en mai 2002, l'initiateur de la pétition Oswaldo Paya dépose 11 000 signatures à l'Assemblée nationale. Le projet Varela recueillera finalement  25 000 signatures.
À la suite de son père, Rosa María Payá réclame ce référendum populaire.

## Contenu
Le projet Varela a pour objectif l'organisation d'un référendum pour valider cinq propositions.
- Le respect des droits de l'homme et de la dignité humaine doit être acquis pour chaque individu. Le droit de libre association et la liberté de la presse doivent être reconnus.
- Une amnistie pour les prisonniers politiques s'ils n'ont pas pris part à des actions ayant mis en cause la vie d'autres personnes.
- La garantie pour chaque citoyen de créer une entreprise privée. La possibilité d'établir des contrats de travail entre l'employé et l'employeur.
- La modification de la loi électorale pour autoriser les réunions des candidats et le libre accès aux moyens de communication.
- L'organisation d'élections générales après la tenue du référendum dans un délai de 270 jours à 365 jours.

## Réactions

### Soutien international
Pour l'Union européenne, le projet Varela constitue « une importante initiative de la société civile cubaine pour introduire les changements dont a besoin Cuba et que demande la société cubaine elle-même ». L'ancien président Jimmy Carter présent à La Havane en mai 2002 évoque en direct à la télé cubaine le projet Varela et en vante la teneur.

### Réponses du pouvoir castriste
Fidel Castro organise en novembre 1999, une manifestation rassemblant un million de personnes à La Havane. Il y dénonce des opposants qualifiés de « laquais de l'impérialisme ». En juin 2002, forts d'une pétition de 9 millions de signataires, organisée par le régime, les députés inscrivent dans la Constitution de Cuba l'irrévocabilité du socialisme. En mars 2003, Fidel Castro fait arrêter 75 opposants dont des personnalités liées au projet Varela. Ces dissidents sont condamnés à de lourdes peines de prison. Puis le 11 avril suivant, trois jeunes Cubains sont exécutés pour avoir tenté de fuir l'île et rejoindre les États-Unis. La réprobation est internationale ; Fidel Castro perd de nouveaux soutiens dont celui de José Saramago.
À la suite de sa participation au projet, José Daniel Ferrer a été condamné à 25 ans de réclusion.